# کل خاکستری دماغه
کل خاکستری دماغه (نام علمی: Raphicerus melanotis) نام یک گونه از سرده سوزنی‌شاخ‌ها است.